# Acid Eaters
Acid Eaters è il tredicesimo album studio del gruppo punk Ramones, pubblicato nel 1993. Si tratta di un album composto interamente da cover.
Ha raggiunto la posizione numero 179 nella Billboard 200.

## Descrizione
L'album è composto da cover dei gruppi preferiti dai Ramones degli anni sessanta, che ebbero influenza sulla loro musica, come per esempio i Beach Boys, gli Who e i Rolling Stones, tutti presenti nell'album con almeno una cover.
Anche prima della realizzazione di Acid Eaters, i Ramones suonarono o incisero cover di altri gruppi. Ad esempio, già nel primo album Ramones, trova posto il pezzo Let's Dance di Chris Montez (scritto e accreditato a Jim Lee). Altri esempi sono Needles and Pins dei The Searchers (scritta da Sonny Bono e Jack Nitzsche), Baby, I Love You delle Ronettes, Surfin' Bird dei Trashmen e Palisades Park di Freddy Cannon.

## Tracce
1. Journey to the Center of the Mind – 2:52 (Nugent, Farmer) – The Amboy Dukes cover
2. Substitute – 3:15 (Townshend) – The Who cover
3. Out of Time – 2:41 (Jagger, Richards) – The Rolling Stones cover
4. Shape of Things to Come – 1:46 (Mann, Weil) – Max Frost and the Troopers) cover
5. Somebody to Love – 2:31 (Slick) – Jefferson Airplane cover
6. When I Was Young – 3:16 (Burdon, Weider, Briggs, McCulloch, Jenkins) – The Animals cover
7. 7 and 7 Is – 1:50 (Lee) – Arthur Lee cover
8. My Back Pages – 2:27 (Dylan) – Bob Dylan cover
9. Can't Seem to Make You Mine – 2:42 (Saxon) – The Seeds cover
10. Have You Ever Seen the Rain? – 2:22 (Fogerty) – Creedence Clearwater Revival cover
11. I Can't Control Myself – 2:55 (Presley) – The Troggs cover
12. Surf City – 2:26 (Wilson, Berry) – Jan & Dean cover

Traccia bonus (solo in Giappone)
1. Surfin' Safari – 1:47 (Love, Wilson) – Beach Boys cover

## Formazione
- Joey Ramone - voce
- Johnny Ramone - chitarra
- C.J. Ramone - basso e voce d'accompagnamento, voce in Journey to the Center of the Mind, The Shape of Things to Come e My Back Pages
- Marky Ramone - batteria